# Samuel Sandler
Samuel Sandler (ur. 25 października 1925 w Łodzi, zm. 2 sierpnia 2020 w Waszyngtonie) – wykładowca akademicki, badacz literatury polskiej, historyk.

## Życiorys
Syn Markusa Goldmana i Chany Sandler. Mąż Belli Blaucwirn i ojciec Hanny M. Sandler. W czasie II wojny światowej był więźniem łódzkiego getta. Ocalony z Zagłady.
W 1950 roku uzyskał tytuł magistra z socjologii na Uniwersytecie Łódzkim, a w 1951 obronił rozprawę doktorską na Uniwersytecie Wrocławskim. Od 1951 do 1969 roku pracował na różnych stanowiskach, m.in. jako badacz w Instytucie Badań Literackich Polskiej Akademii Nauk w Warszawie, gdzie pełnił funkcję kierownika działu literatury drugiej połowy XIX wieku. Jego zainteresowania naukowe koncentrowały się wokół XIX wieku oraz nazwisk takich jak Henryk Sienkiewicz, Bolesław Prus, Andrzej Strug, Aleksander Świętochowski. Zajmował się także pracą redaktorską i edytorską – w latach 1951–1969 pełnił funkcję redaktora serii Biblioteki Narodowej. Nie uzyskał tytułu profesora w Polsce. Procedura została wstrzymana przez Władysława Gomułkę.
Po wydarzeniach Marca 1968 wyemigrował do Izraela. Tam objął stanowisko profesora literatury polskiej na Uniwersytecie w Tel Avivie (Tel Aviv University), a po roku przeniósł się na University of Illinois w Stanach Zjednoczonych. W 1972 dołączył do kadry wydziału języków słowiańskich Uniwersytetu w Chicago (Slavic Languages & Literatures) i pracował tam aż do emerytury w 1995.
Odznaczony Złotym Krzyżem Zasługi (1954) oraz Medalem 10-lecia Polski Ludowej (1955).

## Dydaktyka
Tematyka jego uniwersyteckich wykładów i seminariów krążyła wokół zagadnień literatury polskiej – od romantyzmu do współczesności. Prowadził zajęcia m.in. o twórczości Witolda Gombrowicza, Stanisława I. Witkiewicza czy Sławomira Mrożka.

## Inne
Świadectwo Sandlera i jego żony Belli Blaucwirn zostały opublikowane i są dostępne w Shoah Foundation Institute.
Córka Samuela Sandlera, Hanna Miriam Sandler była profesorem matematyki na American University W Waszyngtonie (do śmierci w 1999).
Samuel Sandler pozostawił po sobie bibliotekę liczącą 6000 woluminów, która jest jedną z największych zbiorów polskiej literatury w Stanach Zjednoczonych. Po śmierci Sandlera została przekazana Uniwersytetowi Chicagowskiemu (University of Chicago).

## Publikacje
Wybrane publikacje:
- Reduta Ordona Mickiewicza w życiu i w poezji, 1956
- Badania nad Świętochowskim, 1957
- Andrzej Strug wśród podziemia, 1959
- Indiańska przygoda Henryka Sienkiewicza, "Pamiętnik Literacki" 1967
- Wstęp oraz przypisy do “Potopu” – Henryka Sienkiewicza Warszawa, Państwowy Instytut Wydawniczy, 1953[8] [1]
- “U początków marksistowskiej krytyki literackiej w Polsce” Bronislaw Bialoblocki i Samuel Sandler, Wrocław, Zakład imienia Ossolińskich, 1954[9] [2]
- Wstęp do “Ogniem i mieczem” Henryka Sienkiewicza[10]